# Max Tundra
Max Tundra, de son vrai nom Ben Jacobs, est un musicien multi-instrumentiste, chanteur et producteur de musique anglais. Il a réalisé deux albums chez Domino Records : Some Best Friend You Turned Out To Be en 2000 et Mastered By Guy At The Exchange sorti en 2002, qui ont chacun reçu un accueil critique favorable. Un troisième album est prévu pour octobre 2008. Il fut l'un des derniers musiciens à enregistrer une Peel Session avant le décès de John Peel. Il anime chaque semaine l'émission Max Tundra's Rotogravure sur Resonance FM.
En mai 2008, sa chanson MBGATE peut être entendue dans une publicité pour Sirius Satellite Radio.

## Discographie

### Albums
- Some Best Friend You Turned Out To Be
- Mastered By Guy At The Exchange

### Singles et EP
- Children At Play
- Cakes
- Ink Me
- QY20 Songs
- Lysine
- Cabasa

### Remixes
- Mogwai - "Helicon 2"
- Kid 606 - "Dandy"
- Janek Schaefer - "Wow"
- The Monsoon Bassoon - "Commando"
- Ruby - "Lilypad"
- Missy Elliott - "The Rain"
- Turin Brakes - "Long Distance"
- Ambulance - "Whindie"
- The Strokes - "Alone, Together"
- Architecture in Helsinki - "The Owls Go"
- Future Pilot AKA - "Mein Nehi Jana"
- The Futureheads - "Decent Days and Nights"
- Shirokuma - "Moonlight in the Afternoon"
- Mystery Jets - "On My Feet"
- Mint Royale - "The Effect On Me"
- Franz Ferdinand - "Do You Want To"
- Pet Shop Boys - "I'm With Stupid"
- Freddie Mercury - "I Was Born to Love You"
- The Futureheads - "Back to the Sea"
- Jack Arel - "Berkenhead School"
- Lily Allen - "LDN"
- Von Südenfed - "Fledermaus Can't Get It"
- Architecture in Helsinki - "Hold Music"
- Tunng - "Bullets"